# 吴教文
吴教文（1972年3月2日—）是一名韩国男子射箭运动员。他参加了1996年和2000年两届夏季奥林匹克运动会，共收获一枚金牌、一枚银牌和一枚铜牌。